# Laboratorio de cómputo

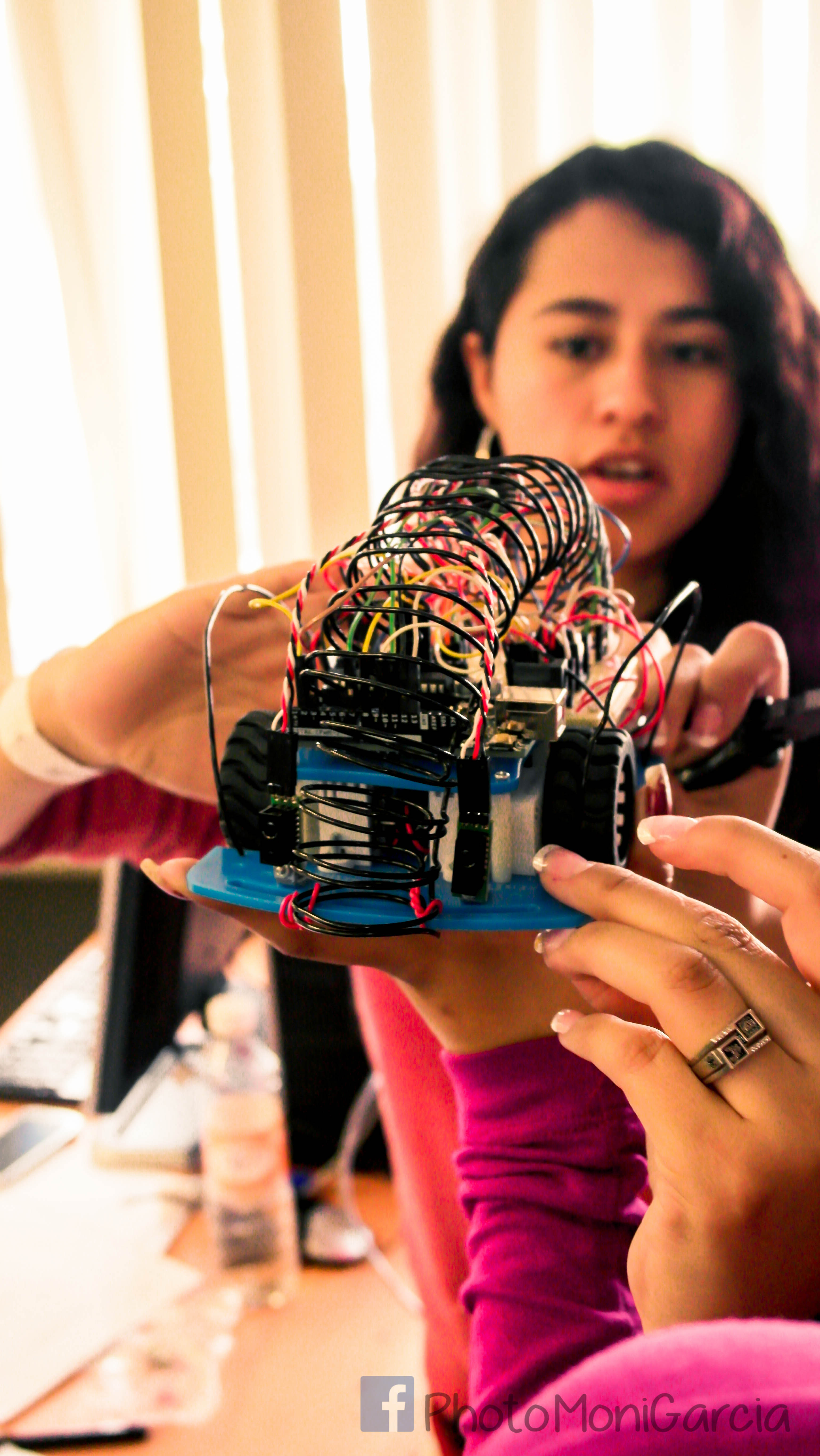
Estudiante de la UNAM diseña, construye, y programa un robot mobile en un laboratorio de cómputo en la Facultad de Ingeniería (Universidad Nacional Autónoma de México).

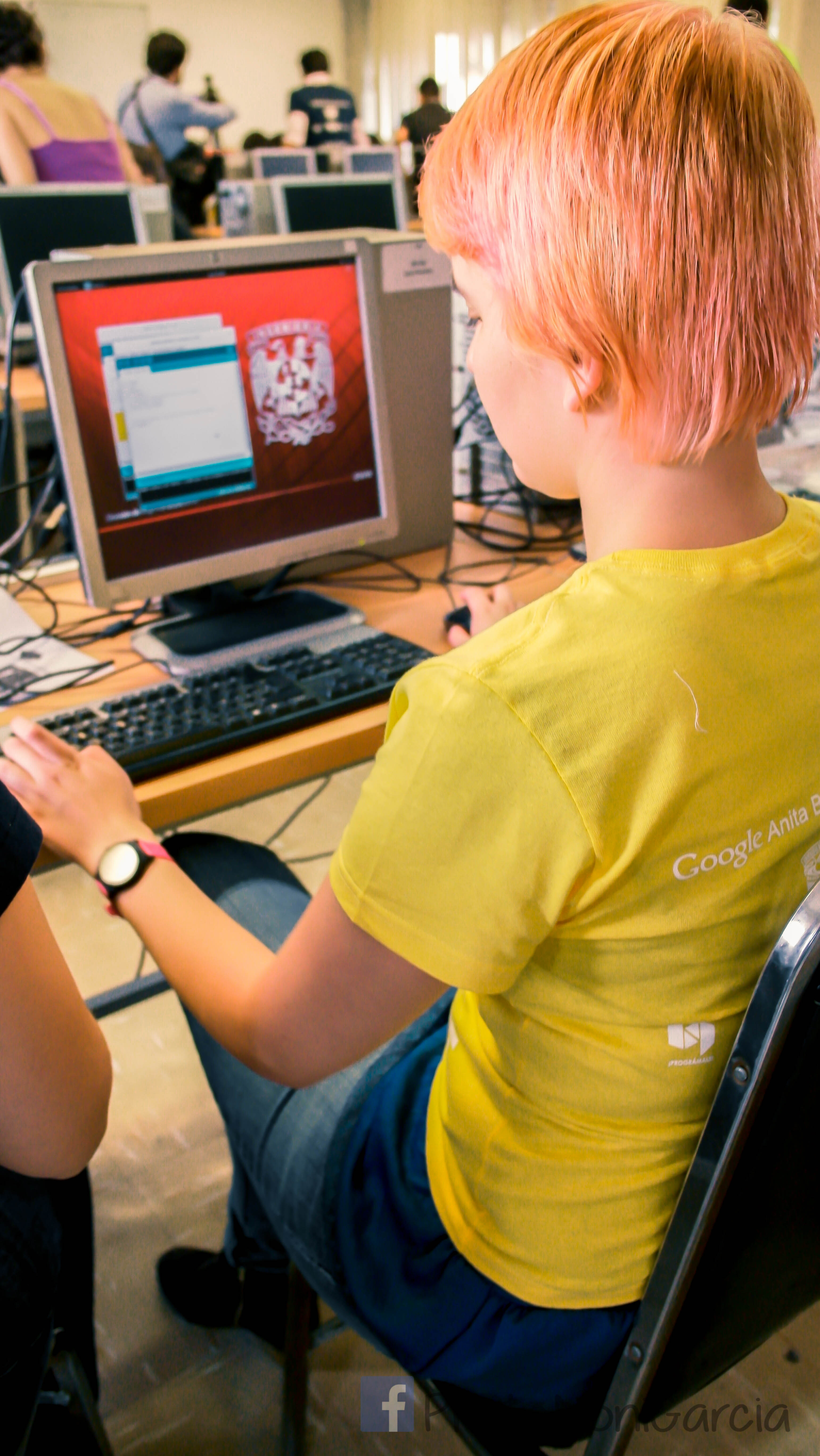
Estudiante de la UNAM programando en un laboratorio de cómputo en la Facultad de Ingeniería (Universidad Nacional Autónoma de México).

El laboratorio de computación (también conocido como laboratorio de informática o como centro de cómputo) es el lugar donde se prestan servicios de cómputo a los miembros de una comunidad o institución educativa. En el contexto educativo, el laboratorio de cómputo se ubica dentro de la propia institución académica, y tiene como objetivo proporcionar a los usuarios del recinto (estudiantes y personal docente) el servicio de préstamo de equipos de cómputo, para la enseñanza o el aprendizaje de la informática.
Además del préstamo de equipos, en el laboratorio de cómputo se pueden realizar prácticas didácticas para enseñar acerca o con computadoras, con el fin de desarrollar habilidades instrumentales que harán posible la interacción de los usuarios con los sistemas de información. De esta manera, “el laboratorio de cómputo es un espacio destinado a la realización de las experiencias prácticas y actividades vinculadas con el uso de computadoras; en él se desarrollan los conocimientos básicos de la informática como parte de los medios de comunicación de vanguardia, donde los conocimientos adquiridos permiten la aplicación del software adecuado; asimismo, se propicia la aplicación de los conocimientos necesarios para la programación de las computadoras”.
El laboratorio de cómputo surge entonces como una entidad para propiciar la relación entre la investigación que es aplicada, la formación de recursos humanos, y la vinculación existente en el área de las Ciencias de la Computación y de otras disciplinas académicas. A diferencia de los Centros de Procesamiento de Datos, el laboratorio de cómputo se emplea para fines didácticos.

## Ejemplos de laboratorios de cómputo

### México
En las Universidades Mexicanas, existen diversos laboratorios de cómputo que han resultado emblemáticos para la formación de recursos humanos. Por ejemplo, en el Centro de investigación en Matemáticas (CIMAT) está el Laboratorio de Cómputo (LABCOM) que sirve para facilitar la relación entre la investigación aplicada, la formación de recursos humanos y la vinculación en el área de Ciencias de la Computación. Cuando los proyectos de vinculación así lo requieren, el LABCOM trabaja en colaboración con los Laboratorios de Estadística y Matemáticas Aplicadas. 
En la Universidad Autónoma Metropolitana (UAM) se encuentra el Laboratorio de Súper Computo y Visualización que consiste en “proveer de recursos y aplicaciones relacionadas con el cómputo de alto rendimiento a la comunidad científica”. En la Universidad de Sonora (UNISON) se puede encontrar el Área de Cómputo de Alto Rendimiento, por sus siglas ACARUS. 
El Instituto Tecnológico de Sonora (ITSON) tiene distintos laboratorios de cómputo (Centro de Cómputo Empalme, Centro de informática y Servicios de Cómputo, Centro Integral de Tecnologías de Información de Extensión y Cultura, Centro Integral de Tecnologías y Educación Virtual y el Centro Integral de Tecnología) que cuentan con equipos digitales, Internet, aulas interactivas de cómputo, laboratorios de diseño gráfico, maestría y novutek que tienen la posibilidad de utilizar todo tipo de software académico como lenguajes de programación, hojas de cálculo, procesadores de texto, diseño gráfico y aplicaciones de simulación.
El Instituto Tecnológico y de Estudios Superiores de Monterrey Campus Querétaro cuenta con 18 Laboratorios de Cómputo Especializados (LCE´S) distribuidos por todo el Campus, que tienen en promedio 30 equipos de cómputo, cada uno instalado con software especial para la materia que se está impartiendo, además cuenta con sistema de proyección.
En la Benemérita Universidad Autónoma de Puebla en conjunto con la Universidad de las Américas Puebla, y el Instituto Nacional de Astrofísica Óptica y Electrónica, se está diseñando el Laboratorio Nacional de Supercómputo mismo que funcionará como una “herramienta de soporte computacional de alto desempeño que eleva la alta competitividad en la investigación científica y resolución de problemas sociales”.

## Reglamento del laboratorio de cómputo
En el contexto laboral o empresarial, el centro de cómputo tiene como objetivo satisfacer las necesidades de información de la empresa de manera veraz y oportuna. Su función principal es apoyar la labor de la empresa mediante una más acertada toma de decisiones y así hacerla más segura, fluida y simplificada.
Una de las principales actividades de gestión del laboratorio de cómputo es la relacionada con el servicio que se brinda a sus usuarios; por lo que la calidad en la atención, disponibilidad de equipo, disponibilidad de software y la puntualidad, son clave para un correcto desempeño, de acuerdo con esto, resulta importante contar con reglamentos internos que contribuyan al buen uso del equipo, de la información y de los recursos con los que trabaja el laboratorio de cómputo. 
La operación de los laboratorios de cómputo dentro de diferentes contextos académicos ha sido regulada de distintas maneras, utilizando criterios enfocados al uso y el cuidado del mismo sin olvidar las normas de convivencia. Se pueden identificar normas de convivencia comunes como criterios para el uso adecuado y responsable de los laboratorios de cómputo (por ejemplo evitar comer dentro del laboratorio); algunos orientados al cuidado del equipo (por ejemplo evitar introducir dispositivos USB que puedan contener virus o, evitar descargar software P2P); y otros enfocados al buen uso de los equipos y espacios del laboratorio (por ejemplo evitar jugar o, evitar descargar materiales de manera ilegal).El reglamento de la UNESCO identifica que deberían implementarse reglamentos de seguridad así como inculcar en los alumnos buenas costumbres con respecto al uso de la tecnología digital.